# La Roche-Vineuse
La Roche-Vineuse è un comune francese di 1 476 abitanti situato nel dipartimento della Saona e Loira nella regione della Borgogna-Franca Contea.

## Amministrazione

### Gemellaggi
La Roche-Vineuse è gemellata con:
- Primaluna
- Pasturo
- Cortenova
- Introbio
- Parlasco

## Società

### Evoluzione demografica
Abitanti censiti